# エース・アトキンス
エース・アトキンス（Ace Atkins、1970年6月28日 - ）は、アメリカ合衆国のジャーナリスト、作家。1998年に処女作『クロスロード・ブルース』（原題：Crossroad Blues ）を上梓するまで、フロリダ州タンパの新聞『タンパ・トリビューン』でリポーターとして働いていた。30歳を機に専業作家になった。
父は、サンフランシスコ・フォーティナイナーズやバッファロー・ビルズ、ニューヨーク・ジェッツなどで活躍したアメリカン・フットボール選手のビル・アトキンスで、エース自身もオーバーン大学で選手として活躍した。

## 経歴
『タンパ・トリビューン』紙在籍時には、1950年代に起こった殺人事件を独自に調査し、ピューリッツァー賞にノミネートされた。その調査は『ホワイト・シャドウ』（原題：White Shadow ）のメインストーリーとして使われ、著名な作家や批評家にも好意的に評価された。次作"Wicked City" 及び"Devil's Garden" でも、デニス・ルヘインやジョージ・ペレケーノスと比されるスタイルを踏襲した。
『ホワイト・シャドウ』、"Wicked City" 、"Devil's Garden" の3作は、自身の生まれ故郷であり大学も通ったアラバマ州、子供のころに住んでいたサンフランシスコ、作家としてのキャリアをスタートさせたタンパと、自身にゆかりのある場所を舞台としている。どの作品にも自身や友人、同僚、尊敬する人々、家族、個人的にヒーロー視する人物をモデルとしたキャラクターを登場させており、例えば"Devil's Garden" ではハードボイルドのスタイルを確立した作家ダシール・ハメットがピンカートン探偵社の探偵として、ハリウッド・スターであったロスコー・アーバックルが起こし、20世紀で最もセンセーショナルな裁判となったレイプ事件と過失致傷事件を調査する様子を描いた。2010年に上梓した"Infamous" では、1933年にギャングスターとして名を馳せていたマシンガン・ケリーとその妻キャサリンが起こしたチャールズ・F・アーシェル誘拐事件とその後に起こった不運を描いている。
2011年、ロバート・B・パーカーのスペンサー・シリーズを書き継ぐ書き手に選ばれた。
1994年にオーバーン大学を卒業、1992年と1993年には同大学のアメリカン・フットボールチーム「タイガース」の一員としてシーズン全勝を経験し、『スポーツ・イラストレイテッド』の表紙で特集が組まれ、アトキンスがタイガースの99番の背番号を付け、後にハイズマン賞を受賞するフロリダ大学「フロリダ・ゲイターズ」のダニー・ウェーフェル選手にタックルし祝福する写真が掲載された。現在は、ミシシッピ州オックスフォードに家族と住んでいる。

## 文学賞ノミネート
- 2003年 - 『ディープサウス・ブルース』でガムシュー賞 最優秀ミステリ賞ノミネート
- 2007年 - 『ホワイト・シャドウ』でバリー賞 長編賞ノミネート[5]、ガムシュー賞 最優秀ミステリ賞ノミネート
- 2010年 - "Last Fair Deal Gone Down" でマカヴィティ賞短編賞ノミネート[6]
- 2012年 - 『帰郷』でエドガー賞 長編賞ノミネート
- 2013年 - "The Lost Ones" でエドガー賞 長編賞ノミネート
- 2013年 - "Robert B. Parker's Lullaby" でシェイマス賞長編賞ノミネート[7]

## 作品リスト

### ニック・トラバース シリーズ
- クロスロード・ブルース Crossroad Blues （ 1998年 /  2000年 角川文庫 峯村利哉訳）
- Leavin' Trunk Blues (2000)
- ディープサウス・ブルース Dark End of the Street （ 2002年 /  2004年3月 小学館文庫 小林宏明訳）
- Dirty South (2004)

### クイン・コルソン シリーズ
- 帰郷 The Ranger （ 2011年 /  2013年8月 ハヤカワ文庫 小林宏明訳）
- The Lost Ones (2012)
- Broken Places (2013)
- The Forsaken (2014)

### ロバート・B・パーカー：スペンサー シリーズ
- Robert B. Parker's Lullaby (2012)
- Robert B. Parker's Wonderland (2013)
  - 2020年にNetlixオリジナル映画『スペンサー・コンフィデンシャル』として映像化された
- Robert B. Parker's Cheap Shot (2014)
- Robert B. Parker's Kickback (2015)
- Robert B. Parker's Slow Burn (2016)

### シリーズ外作品
- ホワイト・シャドウ White Shadow （ 2006年 /  2008年8月 武田ランダムハウスジャパン 熊谷千寿訳）
- Wicked City (2008)
- Devil's Garden (2009)
- Infamous (2010)